# Lewisburg (Tennessee)
Lewisburg is een plaats (city) in de Amerikaanse staat Tennessee, en valt bestuurlijk gezien onder Marshall County.

## Demografie
Bij de volkstelling in 2000 werd het aantal inwoners vastgesteld op 10.413.
In 2006 is het aantal inwoners door het United States Census Bureau geschat op 10.834, een stijging van 421 (4,0%).

## Geografie
Volgens het United States Census Bureau beslaat de plaats een oppervlakte van
30,3 km², geheel bestaande uit land. Lewisburg ligt op ongeveer 237 m boven zeeniveau.

## Plaatsen in de nabije omgeving
De onderstaande figuur toont nabijgelegen plaatsen in een straal van 32 km rond Lewisburg.